# Herbert Mayr (Musiker)
Herbert Mayr (* 1961 in Wels) ist ein österreichischer Kontrabassist und Musikpädagoge.
Mayr besuchte das Musikgymnasium in Linz. Von 1979 bis 1981 studierte er Kontrabass bei Heinrich Schneikart an der Wiener Musikhochschule und bis 1986 an der Universität Wien Musikwissenschaft bei Ludwig Streicher. An der Accademia Chiagena besuchte er einen Meisterkurs bei Franco Petracchi. Er war Mitglied des Radio-Symphonieorchesters Wien (1981–83), des Chamber Orchestra of Europe (1983–85) und der Wiener Symphoniker (1985–87) und Solokontrabassist des Bayerischen Staatsorchesters. Seit 1989 ist er Solokontrabassist des Wiener Staatsopernorchesters.
Als Kammermusiker trat Mayr mit verschiedenen Ensembles der Wiener Philharmoniker auf und war von 1989 bis 2008 Mitglied des Wiener Kammerensembles, mit dem er zahlreiche CDs einspielte. Mit Peter Herbert, Gina Schwarz, Timothy Dunin, Gerhard Muthspiel und Ernst Weissensteiner gründete er das Ensemble Bass Instinct. Außerdem arbeitete er u. a. mit Julia Stemberger, August Schmölzer, Michael Heltau, Wolfgang Muthspiel, Christian Muthspiel und Christopher Widauer zusammen.
Von 1992 bis 1996 war Mayr Lehrbeauftragter an der Wiener Musikhochschule, von 2008 bis 2012 am Konservatorium Wien. Seit 2008 ist er zudem Dozent an der Angelika Prokopp Sommerakademie der Wiener Philharmoniker. Außerdem gab er Meisterkurse u. a. in London, Madrid, Saarbrücken, Canberra und Sapporo.
2014 wurde er mit dem Grossen Verdienstzeichen des Landes Salzburg ausgezeichnet.